# Гідропроєкт

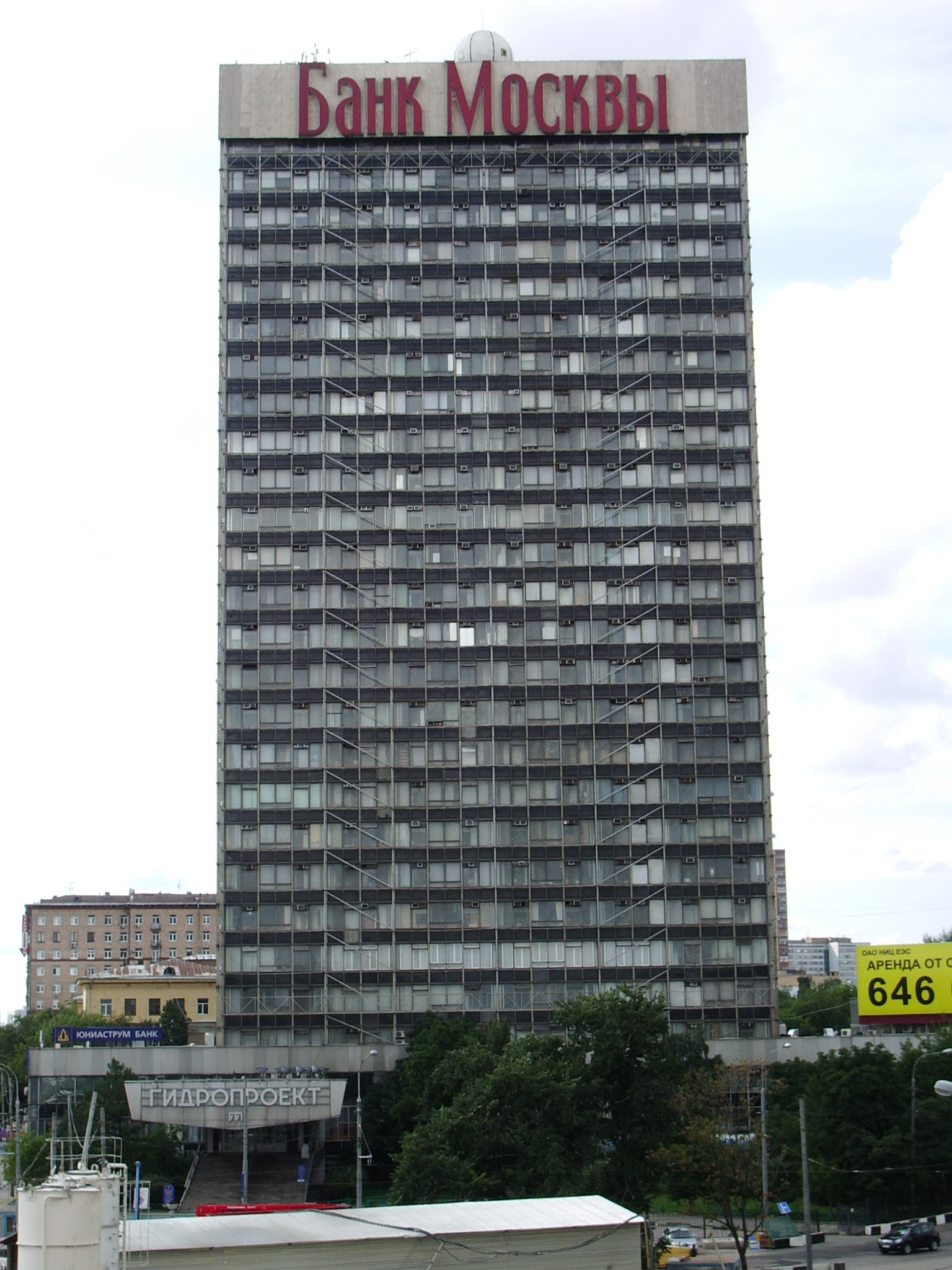
Будівля Гідропроєкту (2009)

Всеросійський проєктно-вишукувальний та науково-дослідний інститут «Гідропроєкт» імені С. Я. Жука (рос. Всероссийский проектно-изыскательский и научно-исследовательский институт «Гидропроект» имени С. Я. Жука) — російська (в минулому радянська) організація, що проєктує гідроенергетичні та водогосподарські споруди, заснований 1930 року. Інститут розташований в Москві і має філії в інших містах Росії. За проєктами, розробленими інститутом, його попередниками та філіями, на території колишнього СРСР побудовано більше 250 ГЕС із сумарною встановленою потужністю 65 ГВт (з них 45 ГВт в Росії) та річним виробленням електроенергії 230 млрд кВт·год (з них в Росії 170 млрд кВт·год). За межами СРСР за проєктами «Гідропроєкту» спроєктована Висотна Асуанська гребля.
Інститутом були також спроєктовані численні канали, хоча і не всі з них були побудовані.